# Hans Breuer (Jugendbewegung)

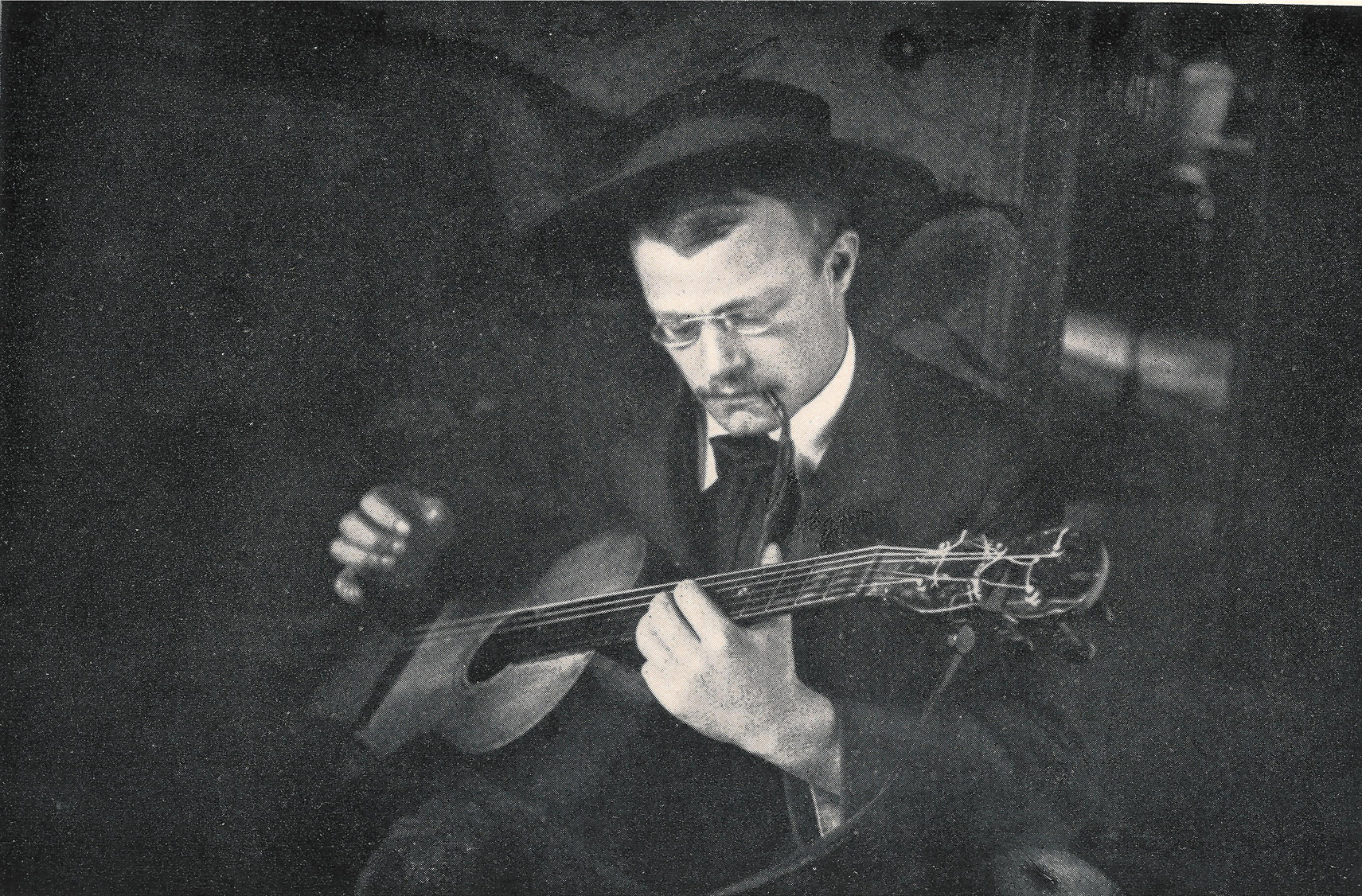
Hans Breuer, um 1910

Johannes Emil „Hans“ Breuer (* 30. April 1883 in Gröbers; † 20. April 1918 bei Verdun) war ein deutscher Arzt und Volksliedersammler. Er gilt als eine der prägenden Persönlichkeiten der Wandervogelbewegung und war 1909 Herausgeber des Liederbuchs Der Zupfgeigenhansl.

## Leben

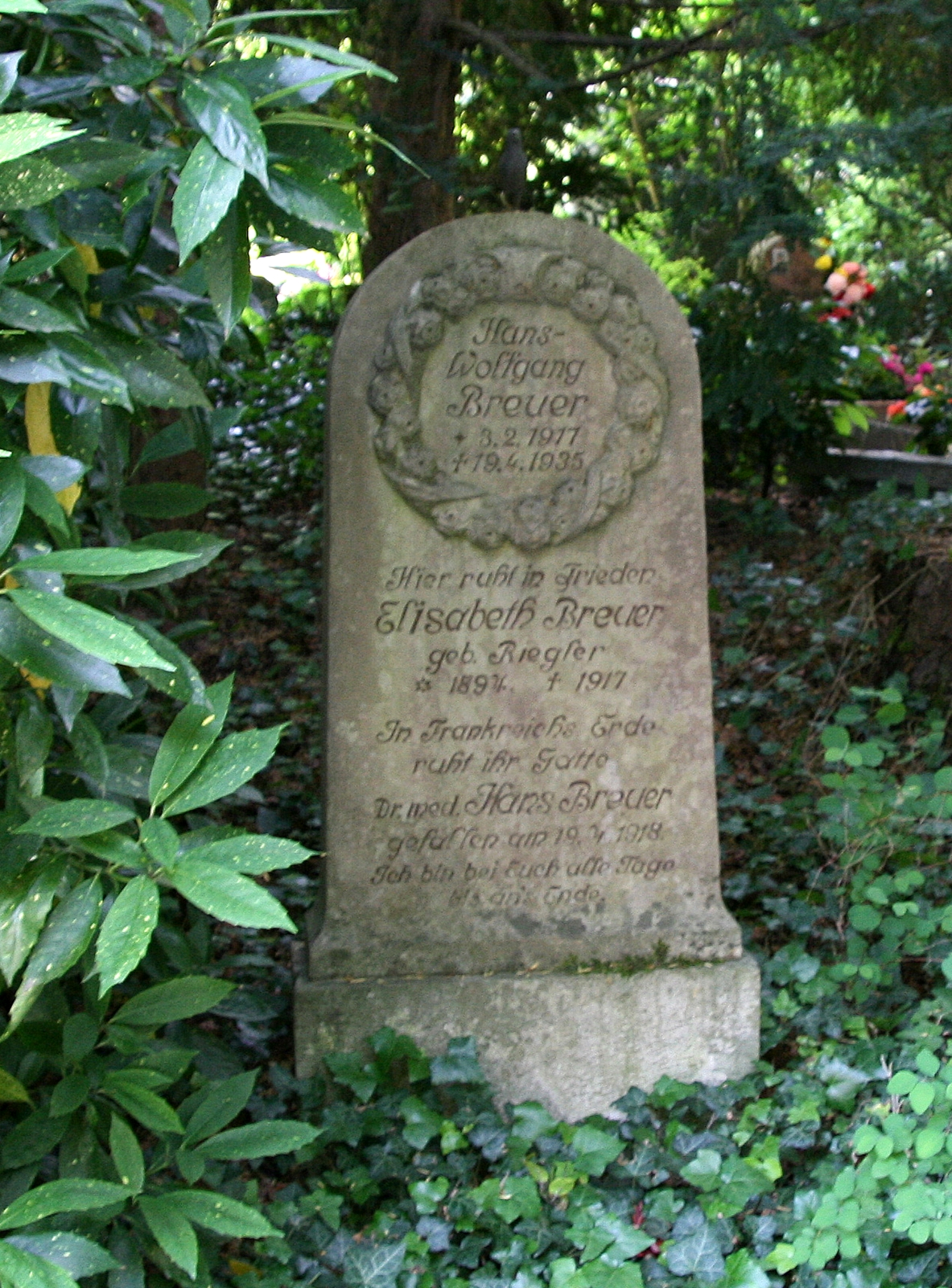
Familiengrabstein auf dem Bergfriedhof (Heidelberg) in der Abteilung D neu mit Gedenkinschrift für Hans Breuer

Wenige Jahre nach der Geburt von Hans verließ die Familie Breuer Gröbers. Seine Eltern, Mutter Maria Breuer geb. Knauer (1858–1936) und Vater Carl Breuer (1852–1942), übernahmen in Bunzlau in Schlesien Ende 1889 eine Glasfabrik des verstorbenen Schwiegervaters, Ferdinand Knauer (1824–1889). Breuer wurde dort eingeschult und wechselte 1893 auf das Gymnasium. Hans selbst hatte noch drei Schwestern. 1898 zog die Familie nach Berlin-Friedenau. Breuer besuchte dort das Steglitzer Gymnasium, wo er 1899 Mitglied des Wandervogels um Hermann Hoffmann wurde. Durch seinen Musiklehrer Max Pohl lernte er das ältere deutsche Volkslied schätzen. Er gehörte dort zur Gruppe um Karl Fischer und wurde dadurch „Scholar“ (Gruppenmitglied) und später „Bachant“ (Gruppenleiter) im 1901 gegründeten „Wandervogel – Ausschuß für Schülerfahrten e. V.“ (Wandervogel-AfS).
Nachdem Breuer 1903 das Abitur als Jahrgangsbester, Primus Omnium, bestanden hatte, studierte er in Marburg, Tübingen, München und Heidelberg Medizin, Kunstgeschichte und Philosophie. 1904 folgte er Fischer bei der Spaltung des Wandervogel-AfS in den Alt-Wandervogel, aus dem er 1907 in den neu gegründeten Wandervogel, Deutscher Bund (WVDB) übertrat. In seiner Heidelberger Zeit gründete er 1907 die „Heidelberger Pachantey“, die durch ihre Orientierung auf Volkslied und Volkstanz den Stil der Wandervogelbewegung nachhaltig beeinflusste. Ab 1908 war Breuer Mitglied in der Bundesleitung des WVDB, 1910/11 war er dessen Bundesleiter. Breuer gab 1909 den Zupfgeigenhansl heraus, ein Liederbuch, das zunächst in der deutschen Jugendbewegung und später in der Jugendmusikbewegung eine sehr weite Verbreitung und zahlreiche Auflagen erfuhr. Bis 1936 gab es über eine Million verkaufte Exemplare.
Nach Ende des Studiums und Promotion 1910 war Breuer zunächst als Assistenzarzt in verschiedenen ost- und süddeutschen Städten tätig. Am 31. Mai 1913 heiratete er seine Wandervogelfreundin Elisabeth Riegler (1894–1917), mit der 1917 einen Sohn hatte. Noch 1913 ließen sie sich in Gräfenroda nieder. Bei Beginn des Ersten Weltkriegs meldete er sich freiwillig, obwohl er wegen starker Kurzsichtigkeit feld- und garnisonuntauglich geschrieben worden war. Nach einer kurzen Dienstzeit als Sanitätsgefreiter wurde er noch 1914 zum Assistenzarzt und 1916 zum Oberarzt befördert.
Breuer starb am 20. April 1918 im Lazarett Merles bei Verdun, nachdem er am Vortag in einem Sanitätsunterstand verschüttet worden war. In der Neuauflage des Zupfgeigenhansl 1918 erschien statt eines Vorworts ein Nachruf auf Hans Breuer, in dem es unter anderem hieß: „Irgendwo in Frankreich vermodert sein Leib, das Werk Hans Breuers aber wird fortleben, solange noch ein deutscher Wandervogel und Wanderer singt.“
Bestattet wurde Breuer auf dem Soldatenfriedhof Mangiennes (Block 6, Grab 178). Das Grab seiner Gattin Elisabeth Breuer, geborene Riegler, und des gemeinsamen Sohnes Hans-Wolfgang Breuer (1917–1935) befand sich auf dem Heidelberger Bergfriedhof. Es wurde von einer Muschelkalkstele geschmückt, die mit einer aus Rosen zum Kranz geschlungenen gemeißelten Kartusche geziert ist. Die Stele trägt im Sockelbereich die Lebensdaten von Hans Breuer und im mittleren Bereich die der wenige Monate vor ihm gestorbenen Gattin. In die Kartusche wurden zum Gedenken an den Sohn Hans-Wolfgang Breuer dessen Lebensdaten eingehauen. Die Stele wurde in späterer Zeit sinnbildlich von einem bronzenen Singvogel bekrönt. Die Grabstätte wurde aufgelassen, die Muschelkalkstele als Gedenkstein in der Abteilung D neu 2 aufgestellt.

## Ehrungen

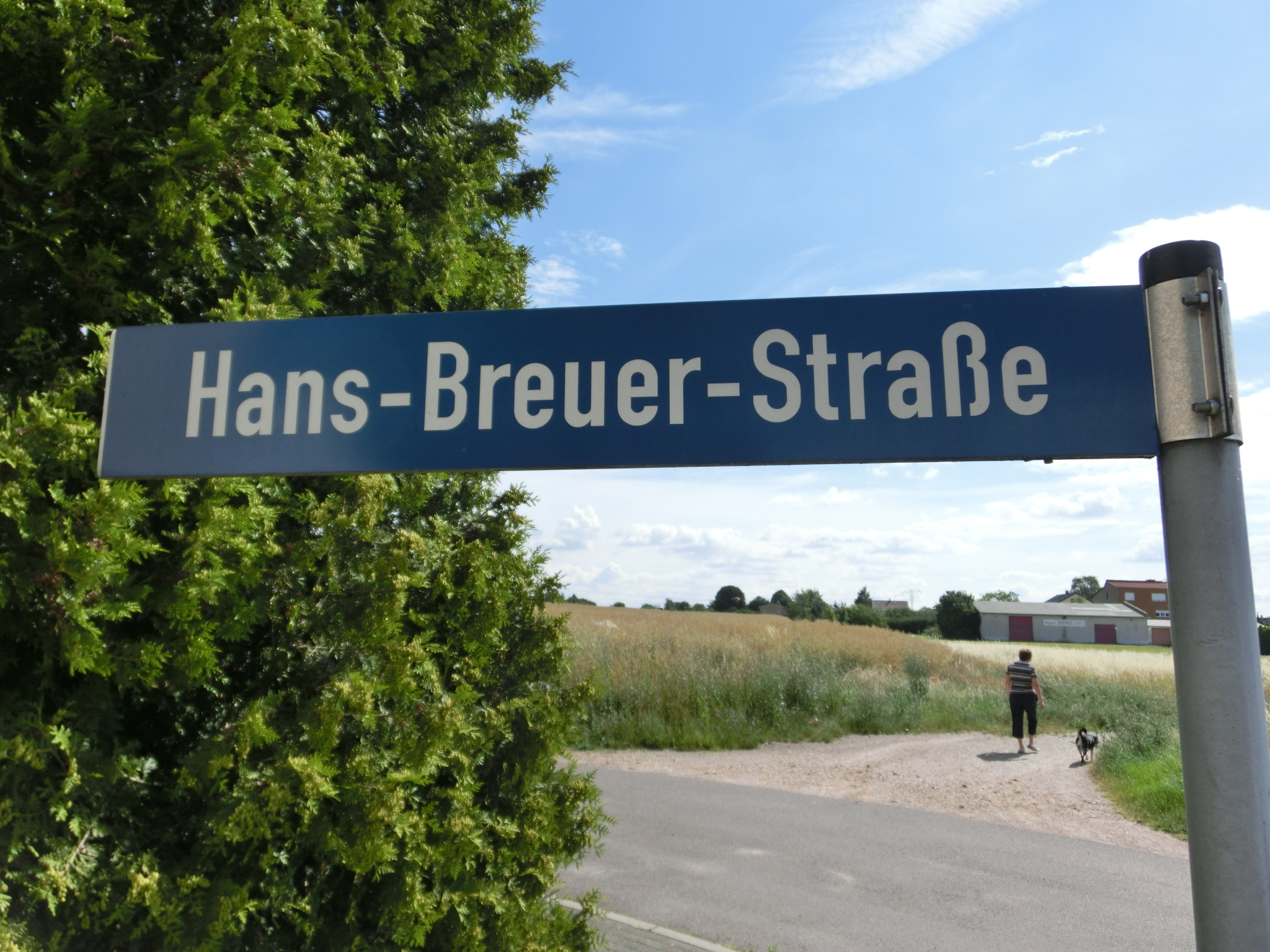
Hans Breuer Straßennamenschild in Schwoitsch

Nach Breuer wurden die 1931 eingeweihte „Jugendherberge Hans Breuer“ in Schwarzburg (von 1945 bis 1990 „Jugendherberge Georgi Dimitroff“) und die „Hans-Breuer-Altwanderer-Herberge“ in Inzmühlen (später „Hans-Breuer-Hof“) benannt. In der alten Heidelberger Jugendherberge wurde er durch die „Hans-Breuer-Gedenkstube“ und einen Gedenkstein des Bildhauers Waldherr geehrt. Im „Ehrenhain der deutschen Jugendbewegung“ bei Burg Waldeck wurde ihm ebenfalls ein Gedenkstein gesetzt. In seinem Geburtsort Gröbers wurde 1993/94 im Zusammenhang mit der Erschließung eines neuen Wohngebietes im Ortsteil Schwoitsch die Hans-Breuer-Straße nach ihm benannt.

## Publikationen
- Herzkranke Kinder im späteren Leben. Hubert, Götting 1910. [Dissertation]
- Der Zupfgeigenhansl. Druckerei Heinrich Hohmann, Darmstadt 1909. [als Herausgeber]
- Der Zupfgeigenhansl. 10. Auflage, Verlag Friedrich Hofmeister, Leipzig 1913. [als Herausgeber; endgültige Ausgabe, auf der alle späteren Auflagen und Nachdrucke basieren]